# Предраг Голубовић
Предраг Голубовић (Сарајево, 25. јун 1935 — Београд, 18. јул 1994) је био српски филмски режисер и сценариста.

## Биографија
Основну школу и гимназију завршио је у Титограду (1955), а Филолошки факултет (1961) и Академију за позориште, филм, радио и телевизију (1968) у Београду.
Радио је у Драматуршком одјељењу „Ловћен филма” (1960- 1961) и као слободни филмски радник (1961-1964, 1965-1966). Као стипендиста француске владе био је на усавршавању у Француској и радио је на француској телевизији (1964-1965). Од 1966. био је режисер у „Застава филму” у Београду. Режирао је игране филмове Бомбаши и Црвени удар, кратке филмове Смрт паора Ђурице, Биографија Јозефа Шулца и друге. Био је косценариста за филмове Проверено мин њет и Мост. Писао је поезију, приче, драме, радио-драме, филмске сценарије, критике и есеје из области филма и књижевности. Награђиван је за режију, сценарио и радио-драму.
Његов син Срдан Голубовић, је такође филмски режисер.

## Филмографија
| Год. | Назив                         |
| ---- | ----------------------------- |
| 1986 | Добровољци                    |
| 1985 | Солдатска балада              |
| 1984 | Против струје                 |
| 1982 | Прогон                        |
| 1981 | Сезона мира у Паризу          |
| 1978 | Судбине                       |
| 1978 | У предаху                     |
| 1974 | Црвени удар                   |
| 1974 | Манифест за слободу           |
| 1973 | Бомбаши                       |
| 1973 | Биографија Јозефа Шулца       |
| 1972 | Хигијенске навике војника     |
| 1972 | Репетиција                    |
| 1972 | Тишине                        |
| 1971 | Деконтаминација бојних отрова |
| 1971 | Детекција бојних отрова       |
| 1978 | Заштита од РБХ контаминације  |
| 1971 | Слике рата                    |
| 1971 | Смрт паора Ђурице             |
| 1970 | Кажњеник у униформи           |
| 1969 | Ратник                        |
| 1968 | Недеља                        |
| 1967 | Оружје                        |
| 1966 | Мала светлост                 |